# Jacques-René Doyon
Pour les articles homonymes, voir Doyon (homonymie).
Jacques-René Doyon est un écrivain français né en 1938.

## Biographie
Il entre en 1960 au service politique du journal Combat, fondé par Albert Camus.
Il va se spécialiser en politique étrangère et travaille comme journaliste aux États-Unis (Chicago Daily News, 1964), avant d'être correspondant de guerre en Indochine (1967 et 1970) pour Combat et Le Figaro.
Il utilise ce matériau « de guerre » pour écrire deux livres concernant les conflits d'Indochine : Le Viet-Cong (1968), sur les maquis de la guérilla viet-cong, et Les Soldats blancs de Hô Chi Minh (1973, Fayard, rééd. 1986) relatant l'histoire des déserteurs communistes français de la guerre d'Indochine.
L'auteur est retourné en février 2013 au Viêt Nam, et prépare un ouvrage sur la bataille de Cao Bang (1950), première et décisive défaite française au Viêt Nam, répétition générale du désastre de Diên Biên Phu.
À l'âge de 30 ans, il se consacre à l'écriture à part entière et vit de sa plume. Il publie des romans chez Laffont, où il met en scène et questionne notamment l'enfermement (La Recluse (1984), L'Enfermé de Clairvaux (1993)) dans le monde monastique et le monde carcéral. Mais aussi son contraire, à savoir l'errance (L'Enfant de Samothrace (1987), Le Pèlerin d'amour (1998)).
Il a aussi travaillé ces thèmes dans des pièces radiophoniques qu'il a écrites pour France Culture jusqu'en 2013 (Elle courut vers la mer (2013)).

## Œuvres
Romans
- Yob (1970)
- Le village nègre (1975)
- L'Ile-Lazaret (1980)
- La Recluse (1984)
- L'Enfant de Samothrace (1987)
- Une mise au monde (1990)
- L'Enfermé de Clairvaux (1993)

Essais
- Les Viet-Cong (1968)
- Les Soldats blancs de Hô Chi Minh (1973, rééd. 1986)
- Le Pèlerin d'amour (1998)

Pièces radiophoniques (France Culture - Réalisation Étienne Vallès)
- Désirs d'amour (1988)
- Le Suppliant du vent et de la mer (1997)
- Elle couru vers la mer (2013)